# 倉庫業法
倉庫業法（そうこぎょうほう、昭和31年6月1日法律第121号）は、倉庫業の適正な運営を確保し、倉庫の利用者の利益を保護するとともに、倉庫証券の円滑な流通を確保することに関する法律である。

## 構成
- 第1章 - 総則
- 第2章 - 倉庫業及び倉庫証券
- 第3章 - トランクルームの認定
- 第4章 - 雑則
- 第5章 - 罰則

## 資格
- 倉庫管理主任者「国家資格」